# 史蒂芬·德羅薩
史蒂芬·德羅薩（Stephen DeRosa，1968年6月10日—）是一名美國演員。他在HBO電視劇《酒私風雲》（2010年–2013年）中飾演埃迪·康托爾而聞名。

## 教育
他曾在華盛頓哥倫比亞特區的喬治城大學上學當本科生，並於1995年畢業於康涅狄格州紐黑文的耶魯大學戲劇學院，獲得藝術創作碩士。

## 生涯
儘管德羅薩的職業生涯主要集中在劇場，但他也曾在幾部電視節目中演出。
他在Playwrights Horizons劇場的The Acting Company舞台劇《You Can't Take It With You》中與F·莫瑞·亞伯拉罕演出。

### 電視作品
- 《The Man Who Came to Dinner》（2000年），電視電影
- 電視劇《律政風雲》、《Third Watch（英语：Third Watch）》和《“俏”Betty》中客串
- 《酒私風雲》中飾演埃迪·康托爾
- 《Wormwood（英语：Wormwood (miniseries)）》（2017年）

## 外部連結
- 史蒂芬·德羅薩在互联网电影资料库（IMDb）上的資料（英文）
- 互聯網百老匯資料庫（IBDB）上史蒂芬·德羅薩的資料（英文）
- Artist's website（页面存档备份，存于）
- "Stephen DeRosa: Master of the QuickChange ..., Actor With a Mile High Comic Flair"（页面存档备份，存于）, Curtain Up, Elyse Sommer